# M/S Saturnus
För andra betydelser, se Saturnus (olika betydelser).

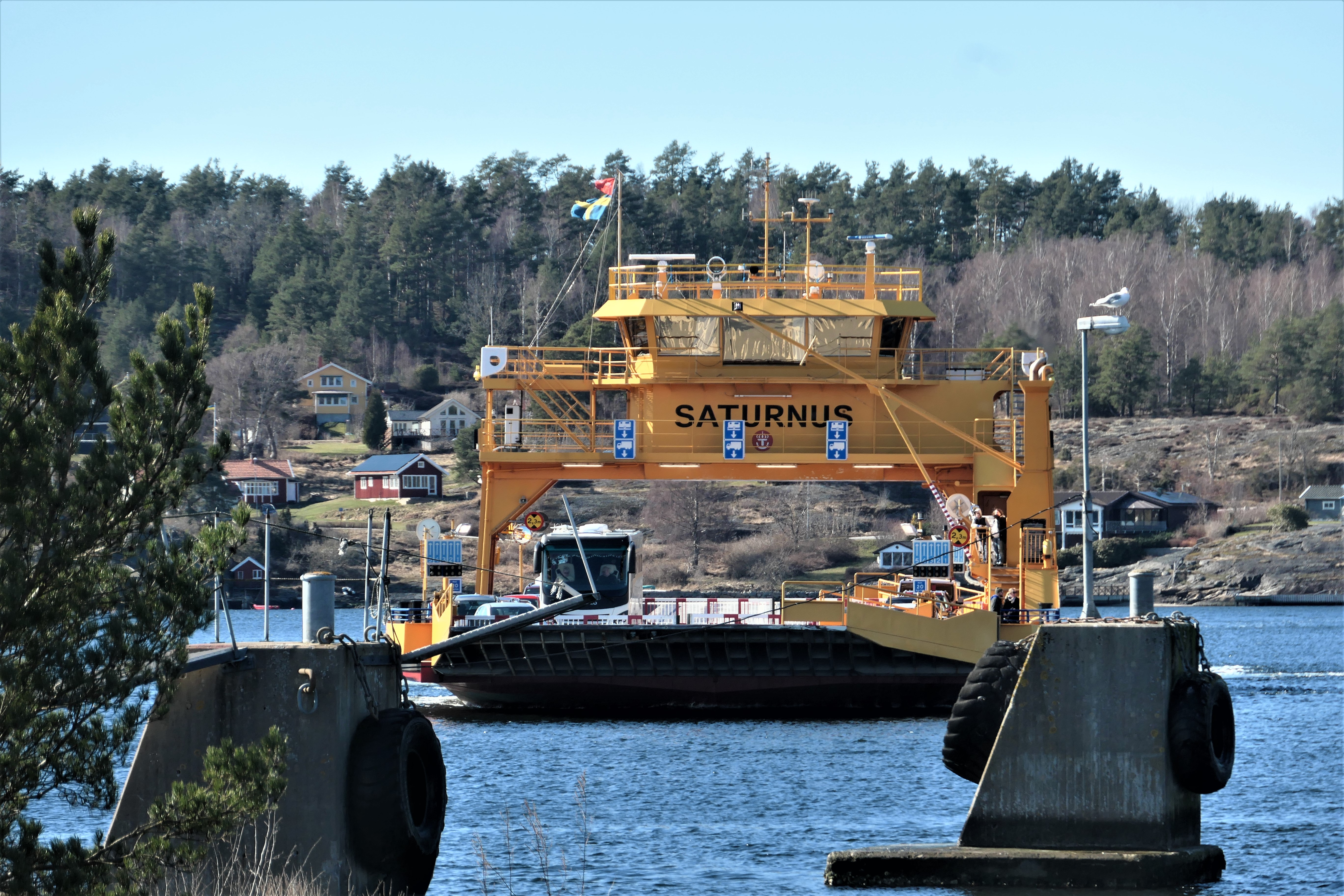
M/S Saturnus

Saturnus, färja 352, är en av Trafikverket Färjerederiets färjor. Den går på Svanesundsleden, mellan Svanesund och Kolhättan i Bohuslän.
Saturnus är tillsammans med systerfartyget M/S Neptunus de största färjorna i Trafikverkets flotta.

## Historik
Färjan byggdes av Uudenkaupungin Työvene OY i Finland och levererades till Vägverket Färjerederiet i juli 2014 och sattes in på Gullmarsleden.
Den 19 oktober 2014 fick färjan grundkänning och förlorade en av sina roderpropellrar. Fyra dagar senare var färjan åter i trafik sedan kustbevakningen lyckats bärga roderpropellern.
Hösten 2017 började hon trafikera Svanesundsleden